# Le Lioran
Le Lioran (francès) o Lo Lioran (occità) és una estació d'esquí francesa que està situada al Massís Central, al cor dels monts del Cantal, principalment a la comuna de La Vaissièra, a la regió occitana d'Alvèrnia-Roine-Alps.
El seu domini esquiable, en què es combinen boscos i muntanyes, és un dels millors equipats del Massís Central, en especial per l'existència del telefèric que pujar fins al Plomb du Cantal. En 1965 es va construir un telefèric, que fou renovat en 1980, que surt de l'estació de tren de Lioran.